# Stenoplax alata
Stenoplax alata är en blötdjursart som först beskrevs av Sowerby 1841.  Stenoplax alata ingår i släktet Stenoplax och familjen Ischnochitonidae. Inga underarter finns listade i Catalogue of Life.